# شهرستان پرکینس (داکوتای جنوبی)
شهرستان پرکینس، داکوتای جنوبی (به انگلیسی: Perkins County, South Dakota) یک سکونتگاه مسکونی در ایالات متحده آمریکا است که در داکوتای جنوبی واقع شده‌است.

## خصوصیات
شهرستان پرکینس ۷٬۴۸۷ کیلومترمربع مساحت دارد.